# 三愛オブリ
三愛オブリ株式会社（さんあいオブリ、英: SAN-AI OBBLI CO.,LTD.）は、石油製品・液化石油ガスなどの販売、航空燃料の給油などを行っているリコー三愛グループの会社である。2022年3月までの商号は三愛石油株式会社（さんあいせきゆ、SAN-AI OIL CO.,LTD.）。
特色として羽田空港の給油業務を独占して行っており、中部国際空港などにも運営社員を置いている（他に、関西国際空港や神戸空港などでの給油業務も関連会社を通して参入している）。グループ企業には、自社ブランド「Obbli（オブリ）」、出光興産（旧・昭和シェル石油）、ENEOSの特約店（ガソリンスタンド）などがある。ENEOS等の主な元売系の特約代理店（元売系ディーラー）の老舗でもある。傘下にキグナス石油がある。

## 主力製品・事業
- 石油製品の販売
- LPガスの販売・天然ガスの供給
- 化学品の研究開発、製造販売
- 航空機への給油・給油施設の運営管理
- 不動産の賃貸

## 主要事業所
- 本社 - 東京都千代田区大手町2-3-2
- 羽田支社 - 東京都大田区羽田空港3-7-1

## 歴史
- 1952年（昭和27年）
  - 6月9日 - 市村清により会社設立。当時はスタンダード・バキューム（エクソンモービルの前身の一つ）の代理店だった。
  - 10月 - 羽田空港において航空機への給油を開始。
- 1961年（昭和37年）10月2日 - 東証2部に株式上場。
- 1968年（昭和43年）8月 - 東証1部に指定替え。
- 1981年（昭和56年）6月 - 直営給油所を東京三愛石油など7社に譲渡。
- 1989年（平成元年）7月 - 自動車ディーラー「ユーノス三愛」を設立。成田市に「成田中央店」を開店（2001年終了）。
- 2002年（平成14年）
  - 4月 - エネサンスホールディングスとLPガス配送業務について提携、フレンドリーサービスネットを設立。
  - 10月 - 現地企業との合弁で株式会社佐賀ガスを設立。佐賀市より市ガス事業を譲り受け、都市ガス事業に参入。
- 2004年（平成16年）12月 - 東燃ゼネラル石油（現・ENEOS）とニチモウが保有するキグナス石油株式会社の全株式を取得。
- 2010年（平成22年）8月 - 羽田空港の国際化に伴う給油設備完成。
- 2012年（平成23年）10月 - LPガス配送業務をエネサンスホールディングス傘下の株式会社エネサンスサービスに全面移行。
- 2017年（平成29年）5月 - コスモエネルギーホールディングスへキグナス石油の株式20%を売却する。
- 2019年（平成31年）4月 - 大手町プレイスに本社移転。
- 2022年（令和4年）4月 - 創立70周年を機に商号を三愛オブリ株式会社に変更[1]。

## 主要関係会社

### 国内グループ企業
石油製品販売・受発注
- キグナス石油
- 三愛オブリ東日本 - 北海道・青森県・岩手県・宮城県でガソリンスタンドを運営
- 三愛オブリ北陸 - 富山県・石川県・福井県でガソリンスタンドを運営
- 三愛リテールサービス（旧・國際油化）- 石油製品・化学品・医薬品などの輸出入、販売。三井物産より買収。茨城県・栃木県・埼玉県・東京都・千葉県・神奈川県・山梨県・静岡県・愛知県・岐阜県・三重県・京都府・大阪府・兵庫県・岡山県・広島県・愛媛県・福岡県・佐賀県・熊本県でガソリンスタンドを運営。
- 三愛オブリカスタマーサービス

LPガス販売
- 三愛オブリガス東日本
- 三愛オブリガス中国
- 三愛オブリガス九州
- 三愛オブリガス三神
- 三愛オブリガス播州

LPガス配送
- 中国三愛ガスサプライ
- 三愛ガスサービス
- 小倉エルピージー輸送

化学製品の製造・販売
- 三愛理研 - 化学製品の製造・販売を行っている

航空燃料取扱
- 三愛アビエーションサービス
- 神戸空港給油施設

都市ガス・建設工事・保険代理業
- 佐賀ガス -  佐賀市ガス局の民営化に伴い､佐賀市営ガス事業を譲受運営するため設立
- 三愛オブリテック
- ティー・アンド・ピー

- ジャパンエナジック[注釈 1]

## エピソード
1966年（昭和41年）2月および3月に立て続けに起こった航空事故では、穴守稲荷神社の旧「一の鳥居」が羽田空港に遺され放置されていることを取り上げ、その祟りであるかのような噂が流布した。そのような中、「穴守稲荷神社を空港の中に祀らないと、事故がこれからも多発する」と訴える者が現れ、神社の復興を国会議員に陳情した。この陳情に「祟りはともかく、神社復興は必要だ」と、当時の中村寅太運輸大臣や瀬戸山三男建設大臣なども賛同し、大臣等を会長・顧問とした「穴守稲荷復元奉賛会」が設立された。最終的には、空港内に穴守稲荷神社を復興する計画は頓挫したが、再建予定地とされた三愛石油株式会社が羽田事務所屋上に穴守稲荷大神を分霊した一祠を設けた。